# مصطفى أبو الخير
مصطفى أبو الخير عفيفي جيلاني عفيفي (مواليد 9 يناير 2004) هو لاعب كرة قدم مصري يلعب في مركز خط الوسط لصالح الأهلي المصري.

## المسيرة الكروية
بدأ أبو الخير مشواره في أكاديمية بأرض اللواء وتم اختياره من قبل عبدالنبي عاشور للانضمام للقلعة الحمراء في عام 2011، يرى أبو الخير أن الثنائي محمد شرف وياسر ريان أكثر من أثر على مشواره خلال فترته بناشئين الأهلي.
تم قيد أبو الخير في قائمة الأهلي الإفريقية خلال فترة القيد الشتوية ضمن ستة ناشئين ووسام أبو علي.
ويلعب أبو الخير في مركز الوسط الدفاعي لكنه يجيد اللعب بأكثر من مركز.

## الإنجازات
الأهلي
- الدوري المصري الممتاز : 2023–24
- دوري أبطال إفريقيا : 2023–24
- كأس السوبر المصري : 2024
- كأس إفريقيا وآسيا والمحيط الهادئ : 2024